# Justus Ulrich
Justus Ulrich (* 10. September 1835 in Cassel; † 28. Februar 1900 in Pfungstadt) war ein deutscher Brauer und Mitglied des Deutschen Reichstags.

## Leben
Ulrich besuchte die Realschule in Cassel und hat ab 1853 Vorlesungen von Kaiser in München über Brauerei gehört und unternahm dann Reisen in Deutschland, Frankreich, Schweiz, Italien, Österreich, Holland und Belgien zur ferneren geschäftlichen Ausbildung. 
1855 nahm er eine Beschäftigung als Brauereigehilfe in der Firma J. Hildebrand in Pfungstadt auf, avancierte aber alsbald zum Braumeister. Nach weiteren Auslandsaufenthalten war er ab 1857 wieder in Pfungstadt beschäftigt und verlobte sich mit Käthchen Hildebrand, der Tochter des Inhabers. 
Ab 1864 war er Teilhaber und ab 1874 mit Wilhelm Hildebrand alleiniger Inhaber der Brauerei. Er interessierte sich insbesondere für Innovationen in der Kältetechnik und bestellte eine Ammoniak-Kältemaschine bei Carl Linde. Außerdem baute er in der Nachbarschaft der Brauerei eine eigene Papierfabrik auf und gründete den ersten Ziegenzuchtverein Deutschlands. Ulrich war auch Gründungsmitglied des Deutschen Brauerbundes.
Ab 1868 war er lange Jahre Gemeinderat und Stadtverordneter in Pfungstadt und ab 1874 Mitglied des Ausschusses des Hessischen Gewerbevereins. 1872 wurde er mit der Kriegsdenkmünze für Nichtkombattanten ausgezeichnet, 1876 mit dem Ritterkreuz 2. Klasse des Großherzoglich Hessischen Ludwigsordens für Verdienste um die Industrie.
Von 1884 bis 1890 war er Mitglied des Deutschen Reichstags für den Wahlkreis Großherzogtum Hessen 4 Darmstadt, Groß-Gerau und die Nationalliberale Partei.